# Ryglowanie

Ryglowanie (widoczne dwa występy ryglowe zachodzące za opory ryglowe)

Ryglowanie – połączenie zamka z lufą zapobiegające przedwczesnemu otwarciu lufy podczas strzału. 
Ryglowanie jest realizowane przez mechanizm ryglowy zaraz po zamknięciu przewodu lufy przez zamek (najczęściej wykorzystuje się w tym celu występy ryglowe zachodzące za opory ryglowe). Ryglowanie może być inicjowane ręcznie przez operatora (w przypadku broni nieautomatycznej i półautomatycznej) lub automatycznie poprzez wykorzystanie energii gazów prochowych (w przypadku broni automatycznej). 
W przypadku broni automatycznej działającej na zasadzie odrzutu zamka swobodnego lub półswobodnego przedwczesnemu otwarciu lufy zapobiega jedynie bezwładność zamka podpartego sprężyną powrotną.